# Ma nuit chez Maud
Série Six contes moraux
La Collectionneuse
(1967) Le Genou de Claire
(1970)
Pour plus de détails, voir Fiche technique et Distribution.
Ma nuit chez Maud est un film français écrit et réalisé par Éric Rohmer, sorti en 1969. C'est le troisième des Six contes moraux du réalisateur, bien qu’il ait été réalisé après le quatrième, La Collectionneuse.
Clermont-Ferrand, quelques jours avant Noël. Un jeune ingénieur, Jean-Louis, récemment revenu de l'étranger, remarque à la messe une jeune femme blonde et décide qu'elle sera sa femme. Il retrouve par hasard Vidal, un ancien ami, communiste, qui l'invite à un dîner le soir de Noël chez une amie divorcée, Maud. La soirée se passe en longues discussions sur le mariage, la morale, la religion, Blaise Pascal, à trois, puis à deux, mariant également sincérité et séduction, mais au terme de laquelle la barrière platonique ne sera pas franchie. Le lendemain, l'ingénieur aborde la jeune femme blonde, Françoise. À quelque temps de là, il lui propose de l'épouser mais celle-ci hésite car elle vient de sortir d'une liaison avec un homme marié.

## Synopsis
Jean-Louis, ingénieur solitaire et sérieux, a pris un emploi à Clermont-Ferrand où il ne connaît personne. Fréquentant une église catholique, il aperçoit une jeune femme blonde et, sans rien savoir d'elle, est persuadé qu'elle deviendra sa femme. Au café, il rencontre Vidal, son ancien camarade de classe, devenu professeur d'université et marxiste, qui l'invite à un concert avec le violoniste Leonid Kogan le soir même. Jean-Louis est d'abord réticent, mais finit par accepter. Après le concert, ils dînent dans un restaurant. Le lendemain soir, Vidal a prévu de rendre visite à une amie, qui est aussi sa maîtresse. Il invite Jean-Louis à l'accompagner. Mais Jean-Louis a prévu d'aller à la messe. Ils conviennent d'assister ensemble à la messe, car l'amie de Vidal ne sera disponible qu'après minuit.
Ils arrivent dans l'appartement de Maud, une pédiatre récemment divorcée. Ils discutent et boivent tous les trois, jusqu'à ce que Maud suggère que les chutes de neige ont rendu dangereux le trajet jusqu'au village de montagne de Jean-Louis et qu'il devrait rester. Vidal, qui espérait rester, s'en va. Maud et Jean-Louis discutent de religion et de leur vie amoureuse. Elle s'installe confortablement sur le grand lit du salon et raconte son ancien mariage qui s'est effondré en raison des tempéraments différents de son mari et d'elle-même. Elle révèle qu'il a eu une liaison avec une catholique qu'elle méprisait, alors qu'elle-même a eu un amant avec lequel elle était heureuse, mais qui est mort dans un accident de voiture. Au moment de dormir, elle déclare que le lit dans lequel elle se trouve est le seul lit et qu'elle dort nue. Elle invite Jean-Louis à la rejoindre sous les couvertures. Il finit par le faire, tout en gardant ses vêtements. Au matin, il l'embrasse passionnément, puis s'arrête, ce qui pousse Maud à sortir du lit. Jean-Louis tente de la suivre dans la salle de bains, mais Maud l'en empêche, déclarant qu'« elle ne peut pas être avec un homme qui ne sait pas ce qu'il veut ». D'abord agacée, Maud se remet de cette altercation et l'invite à la rejoindre plus tard pour une promenade dans la neige avec des amis.
Juste avant de rencontrer les amis de Maud, il voit la fille blonde de l'église et, très encouragé dans ses relations avec les femmes par sa nuit avec Maud, il se présente hardiment. Elle s'appelle Françoise et accepte de le voir à l'église. Lors de la promenade avec Maud et ses amis, il est beaucoup plus direct avec elle. Ils entament une liaison dont ils savent tous deux qu'elle n'aura pas d'avenir puisque Maud est sur le point de quitter Clermont. Après avoir quitté le domicile de Maud, Jean-Louis retrouve Françoise au même endroit que précédemment et lui propose de la conduire à la maison d'étudiants où elle habite. Il apprend qu'elle est étudiante en licence de biologie. Sa voiture s'étant enlisée dans une congère, Françoise lui propose de passer la nuit dans une chambre individuelle. Le matin, avant qu'ils n'aillent à l'église, elle refuse de l'embrasser. Plus tard, ils croisent Vidal par hasard, et il s'avère que Vidal et Françoise se connaissent, bien qu'ils soient réservés l'un avec l'autre. Lors d'une de leurs prochaines rencontres, Françoise avoue que, bien qu'elle aime Jean-Louis, elle a eu jusqu'à récemment une liaison passionnée avec un homme marié qu'elle n'arrive pas à oublier.
Cinq ans plus tard, Jean-Louis et Françoise, mariés et parents d'un enfant, aperçoivent inopinément Maud sur une plage en vacances. Maud leur dit qu'elle s'est remariée, mais que ce n'est pas une réussite. Jean-Louis avoue ensuite à Françoise qu'il est sorti du lit de Maud le matin où il l'a rencontrée pour la première fois, mais ne donne aucune précision sur ce qui s'est réellement passé. Il comprend alors que l'amant de sa femme était le mari de Maud. Comme ils sont désormais heureux tous les deux, ils décident de ne plus aborder le sujet. Au lieu de cela, ils vont se baigner avec leur enfant.

## Fiche technique
- Titre original : Ma nuit chez Maud
- Réalisation : Éric Rohmer
- Scénario et dialogues : Éric Rohmer
- Décors : Nicole Rachline
- Photographie : Néstor Almendros (assistant : Philippe Rousselot)
- Son : Jacques Maumont, Jean-Pierre Ruh (assistant : Alain Sempé)
- Montage : Cécile Decugis
- Production : Barbet Schroeder et Pierre Cottrell
- Coproduction : Yves Robert, Danièle Delorme, Claude Berri, Pierre Braunberger, Marcel Berbert, François Truffaut
- Sociétés de production : CFDC (UGC, Sirius, Consortium Pathé) et Les Films du Losange
- Coproduction : FFP, Les Films du Carrosse, Les Films des Deux Mondes, Les Films de la Pléiade, Les Productions de la Guéville, Renn Productions, Simar Films
- Distributeur d'origine : CFDC (UGC, Sirius, Consortium Pathé)
- Pays d'origine :  France
- Langue originale : français
- Format : noir et blanc — 35 mm — 1,33:1 — son mono
- Genre : comédie dramatique et romance
- Durée : 105 minutes
- Date de sortie : France : 4 juin 1969
- Affiche : René Ferracci (France)

## Distribution
- Jean-Louis Trintignant : Jean-Louis, l'ingénieur
- Françoise Fabian : Maud
- Marie-Christine Barrault : Françoise
- Antoine Vitez : Vidal
- Leonid Kogan : le violoniste
- Guy Léger : le prédicateur
- Anne Dubot : l'amie blonde
- Marie Becker : Marie, la fille de Maud
- Marie-Claude Rauzier : l'étudiante

## Production

### Scénario
Le scénario est une réécriture d'un scénario inspiré d'une nouvelle de Rohmer datant de 1945 et se déroulant pendant l'occupation.
Dans l'entretien accordée aux Cahiers du cinéma en avril 1970, Rohmer raconte que là c'était le couvre-feu qui obligeait un homme et une femme à passer la nuit ensemble, ici c'est la neige, mais le fond est bien exprimé dans les vers du poète Paul Éluard : « Il faisait tard / La nuit était tombée / Nous nous sommes aimés, etc.... Peut-être est-ce ça qui m'a donné l'idée ».

### Dialogues
« Fra i Contes, La mia notte con Maud è il più parlato o, meglio, il più "conversato" (il riferimento letterario è al XVIII secolo, a La nuit et le moment di Claude-Prosper Jolyot de Crébillon, un vero e proprio "film di conversazione", con la voce fuori campo del narratore ridotta a soli due o tre brevi interventi. »
— Michele Mancini

« Parmi les Contes, Ma nuit chez Maud est le plus parlé ou plutôt le plus "conversé" (la référence littéraire se situe au XVIIIe siècle, avec La Nuit et le moment de Claude-Prosper Jolyot de Crébillon, véritable "film conversationnel", la voix hors champ du narrateur se réduisant à deux ou trois courtes interventions). »

### Attribution des rôles
Rohmer avait planifié le film avant même le tournage de La Collectionneuse (1967) mais il a dû attendre deux ans que Jean-Louis Trintignant se libère, engagé qu'il était dans d'autres films, car il le voulait comme acteur principal. Il jugeait en effet indispensable d'avoir un interprète connu pour le rôle du narrateur.
C'est François Truffaut qui recommande à Françoise Fabian de travailler avec Rohmer, alors que celui-ci donne à l'actrice le scénario de film sans un mot d'explication et s'éclipse aussitôt. Fabian suit le conseil de Truffaut et accepte le rôle. C'est alors que le réalisateur et elle se donnent de nombreux rendez-vous à déjeuner chez Lipp : « Rohmer et moi, nous parlions des sujets les plus divers. De la vie, de la mort, de l'amour, du désir, de la fidélité, de la religion... mais jamais du film ! Je crois que je lui plaisais bien (je le faisais rire, je le provoquais un peu) et qu'il avait envie de me connaître mieux... Si bien que le tournage de Ma nuit chez Maud, je l'ai vécu comme la poursuite de notre conversation ».

### Lieux de tournage
- Les extérieurs sont les rues, les maisons et les magasins de la ville de Clermont-Ferrand photographiés pendant les festivités de Noël avec les illuminations et la neige abondante ;
- L'appartement-chalet à Ceyrat où habite Jean Louis ;
- La cantine des usines Michelin ;
- Le café Le Suffren (avenue Julien, Clermont-Ferrand) où Jean Louis rencontre Vidal ;
- La basilique de style roman auvergnat de Notre-Dame-du-Port où Jean Louis rencontre Françoise ;
- L'appartement de Maud, rue Mouffetard, Paris 5e ;
- L'appartement de Françoise ;
- Une plage à Belle-Île-en-Mer, Morbihan.

## Thèmes
Ce troisième des six « Contes moraux» tranche avec les marivaudages élaborés et agréables qui l'ont précédés ou suivis dans l'œuvre de Rohmer. Ici, point de jeunes filles légères sous les rayons du soleil, mais un film en noir et blanc, filmé, pour l'essentiel, en plein hiver.
L'opposition entre l'ingénieur catholique et la femme libre donne lieu à des échanges sur la religion (dont le célèbre pari de Pascal) et l'amour. Ces dialogues au sujet de Pascal, que Jean-Louis entretient avec son camarade de lycée communiste et Maud, sont directement inspirés de l'émission L'Entretien sur Pascal mettant en scène le philosophe Brice Parain et le père dominicain Dominique Dubarle, filmée en 1965 par Rohmer pour la télévision,.

« Le "pari" de Pascal et le calcul de probabilités tiennent une grande place dans le film. Jean-Louis, le catholique, ne cessera de dire du mal de Pascal, réprouvant son jansénisme rigoureux et inhumain pour faire l'apologie de l'attitude raisonnée, tiède, du juste milieu, de l'arrangement avec les circonstances des jésuites. Entre la grâce entr'aperçue et la plate réalité surgit néanmoins le signe, entendu ici par ce qui excède la loi des probabilités. C'est cette révélation du signe que met en scène Rohmer. »

— Jean-Luc Lacuve

## Accueil critique
Lors de sa sortie en France en 1969, le film a reçu un accueil mitigé. Guy Teisseire de L'Aurore écrit que « Le meilleur compliment qu’on puisse faire à Éric Rohmer est d’avoir réalisé avec Ma nuit chez Maud un film parlant. J’entends par là le contraire d’un film bavard où le texte servirait à combler les vides : c’est-à-dire une œuvre éloquente où les silences sont ressentis comme des manques tant l’intelligence du propos est constante ». Dans le même journal, Claude Garson écrit « Nous ne mésestimons pas l’ambition d’une telle œuvre, mais nous disons tout de suite que le cinéma, avec ses lois propres, ne se prête pas à un pareil sujet. Le théâtre, la conférence eussent mieux servi l’objectif des auteurs car pareilles controverses n’ont rien de photogénique, si ce n’est la présence de la très jolie Françoise Fabian et du très bon acteur qu’est Jean-Louis Trintignant ». Henry Chapier dans Combat du 16 mai 1969 l'a qualifié de « compassé, un peu raide et intellectuel ». Jean Rochereau dans La Croix du 13 juin 1969 le qualifie de « chef-d'œuvre ... dont la superbe insolence à l’égard de tous les goûts du jour m'enthousiasme et me comble ». Jean de Baroncelli du Monde du 7 juin 1969 écrit que « c'est un ouvrage qui réclame du spectateur un minimum d’attention et de complicité. On lui reprochera peut-être aussi de se situer en marge des soucis et des manies de l’époque : son engagement échappe au quotidien. C’est pourtant, à nos yeux, ce qui fait son prix. Sous prétexte d’être actuels, tant de films se prostituent de nos jours qu’on sait gré à Éric Rohmer de son austérité hautaine et un peu surannée. L’interprétation est brillante ». Quant à François Maurin dans L'Humanité du 11 juin 1969, il estime qu'il s'agit d'un « film où la qualité littéraire du texte compte pour une part aussi importante que le récit lui-même (...). La sobriété de la mise en scène, son économie de moyens, sert le mieux la beauté des dialogues, en offrant à ceux-ci un support visuel (...). A noter bien sûr l’excellente interprétation de Françoise Fabian, Antoine Vitez et Jean-Louis Trintignant ».
En 2013, la rédaction de Télérama classe Ma nuit chez Maud comme le meilleur film d'Éric Rohmer, devant Les Nuits de la pleine lune, Le Rayon vert et La Collectionneuse.
Aux États-Unis, Penelope Houston écrit qu'il s'agit d'« un film calme, gravement ironique, finement équilibré, un morceau d'architecture cinématographique exceptionnellement gracieux dont les proportions élégantes sont d'autant plus séduisantes que leur symétrie ne frappe pas instantanément l'œil ».

### Distinctions
- Prix Méliès en 1969
- Nomination à l'Oscar du meilleur film en langue étrangère lors de la 42e cérémonie des Oscars